# Marcin Kober
Marcin Kober (továbbá: Chober, Cober, Coeber, Khober, Koeber, Koebner; Breslau, 1550 körül – Krakkó, 1598. november 9. előtt) portréfestő, aki a 16. század végén Lengyelországban tevékenykedett. Különböző közép-európai uralkodók: Báthory István erdélyi fejedelem, Rudolf magyar király, Jagelló Anna lengyel királyné és III. Zsigmond lengyel király udvari festője volt.

## Élete
Kober a sziléziai Wrocławban, az akkori Breslau városában született. Festőnek tanult, majd három évig vándorlegényként járta Németországot, hogy különböző műhelyekben szerezzen tapasztalatot. 1583-ban Magdeburgból került a Lengyel–Litván Nemzetközösségbe, ahol Báthory István király és Jagelló Anna királyné udvari festője lett. Az udvarban ismerkedett meg a feleségével, Dorotheával. A király halála után visszatért Wrocławba, ahonnan a város más céhes festőmestereivel való konfliktus miatt II. Rudolf császár prágai udvarába került portréfestőnek. 1587-ben a császár felmentette a céhtörvények alól.
Miután 1590-ben visszatért Lengyelországba, III. Zsigmond király alkalmazta, Krakkóban és Varsóban dolgozott. 1595-ben Grazba is elutazott, hogy II. Károly főherceg családjának portréit megfesse Habsburg Anna királyné számára. 1598 előtt Krakkóban halt meg.

## Munkássága
Marcin Kober koráig a portréfestészetet Lengyelországban a helyi művészek a festészet kevésbé fontos ágaként kezelték. Kober volt az első festő, aki a Nemzetközösségben a hivatalos portréfestészetre szakosodott, ezért Lengyelországban e műfaj előfutárának tekintik. A királyi családról készült portréi a következő száz évben befolyásolták a királyi ikonográfiát, és a prágai művészközösségen keresztül a spanyol portréfestészetben találtak forrást. Korábbi, Báthory István udvarában készült munkái befolyásolták a lengyel szarmatista portré fejlődését.
A művész művei Európa különböző múzeumaiban megtalálhatók, többek között az alsókubini Árva Galériában (Daniel Kubínyiho portréja), a firenzei Uffiziben (Báthory István portréja), a madridi Las Descalzas Reales kolostorban (A királyi gyermekek portréi), a Bajor Állami Képtárban (A királyi gyermekek portréi), a Bécsi Szépművészeti Múzeumban (III. Zsigmond lengyel király portréja). Lengyelországban özvegy Jagelló Anna portréjának több változata is feltehető. A képmás eredeti változatát a Wawelben tartották, erős realizmus és dekorativitás jellemzi. A varsói Nemzeti Múzeumban és a Wilanówi Palota Múzeumban található változatok egyes részek hiánya miatt különböznek.

## Képgaléria

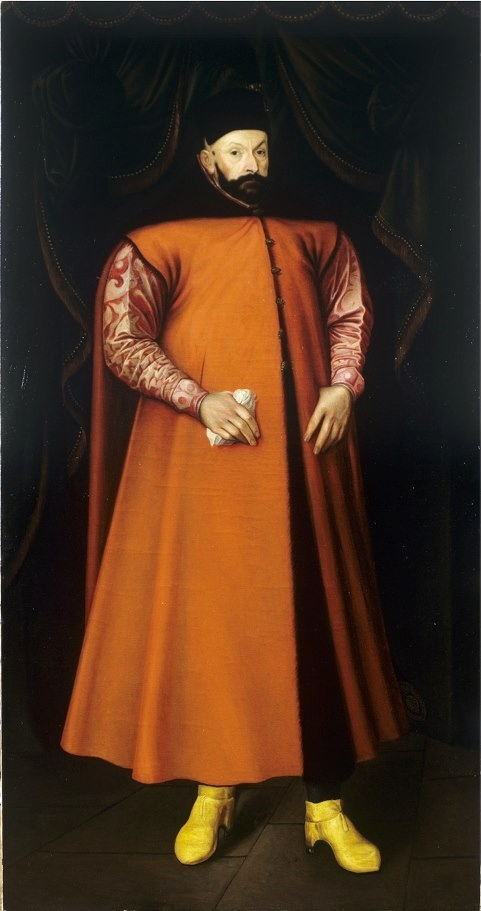
Báthory István erdélyi fejedelem
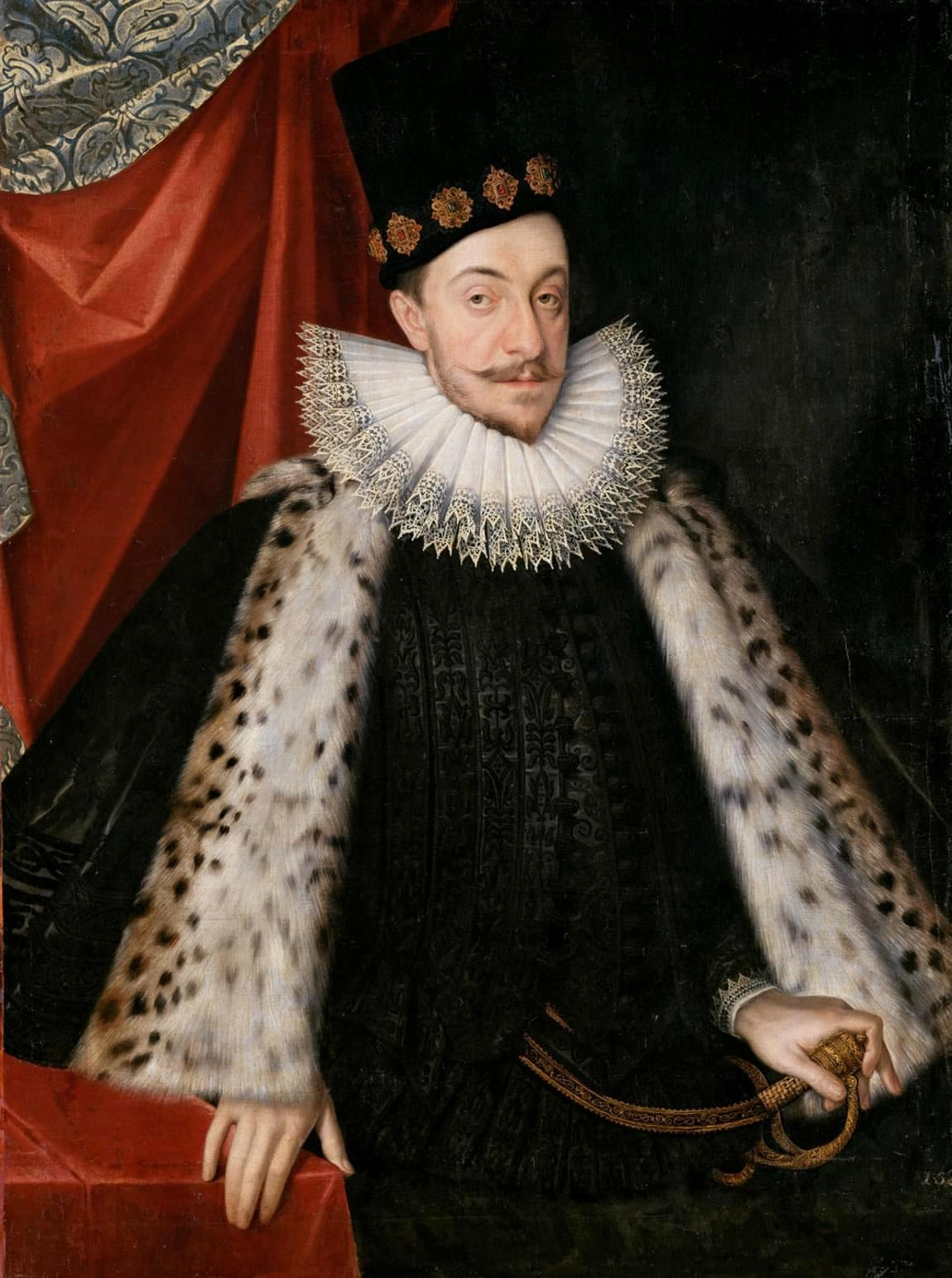
III. Zsigmond lengyel király
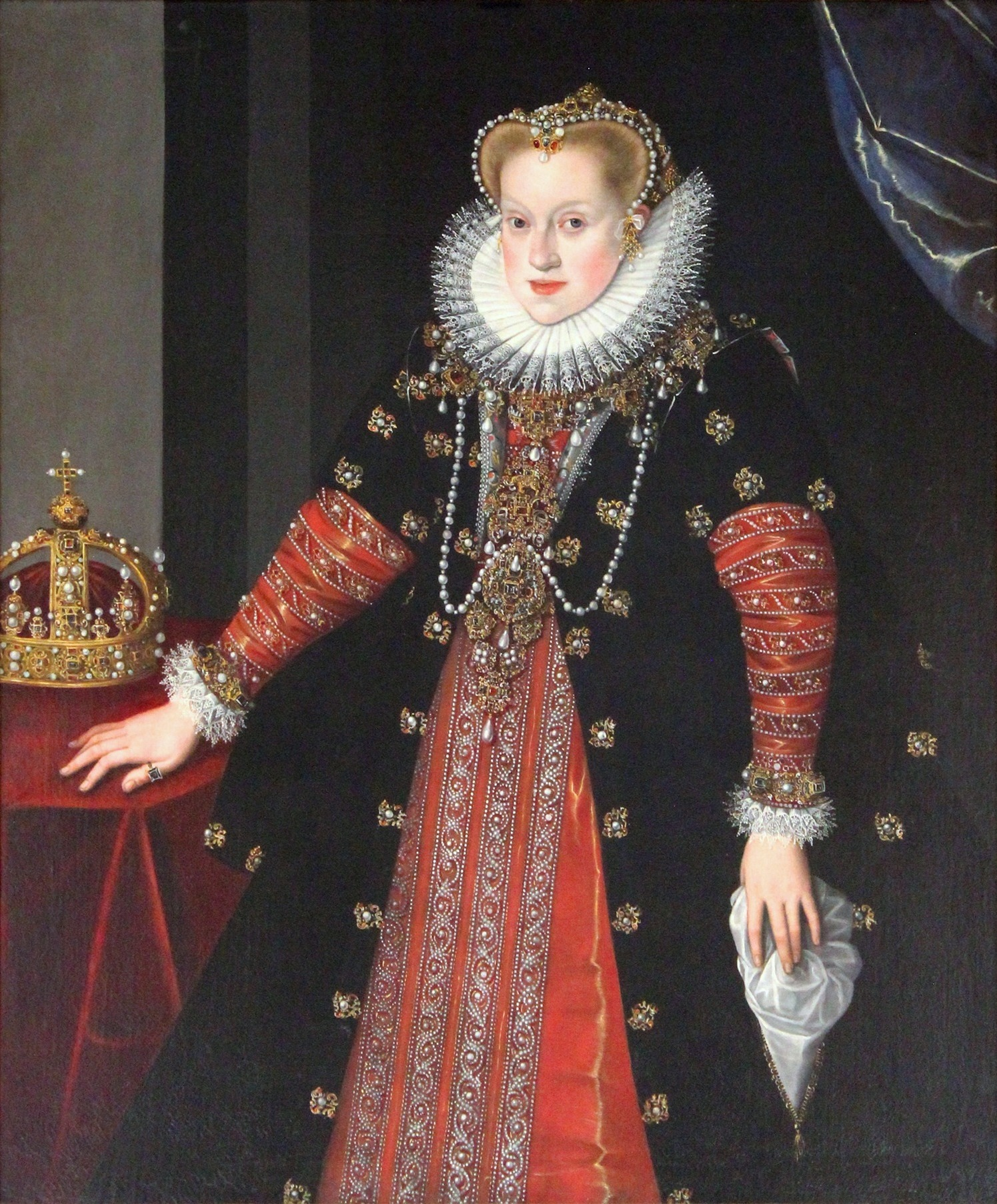
Habsburg Anna lengyel királyné
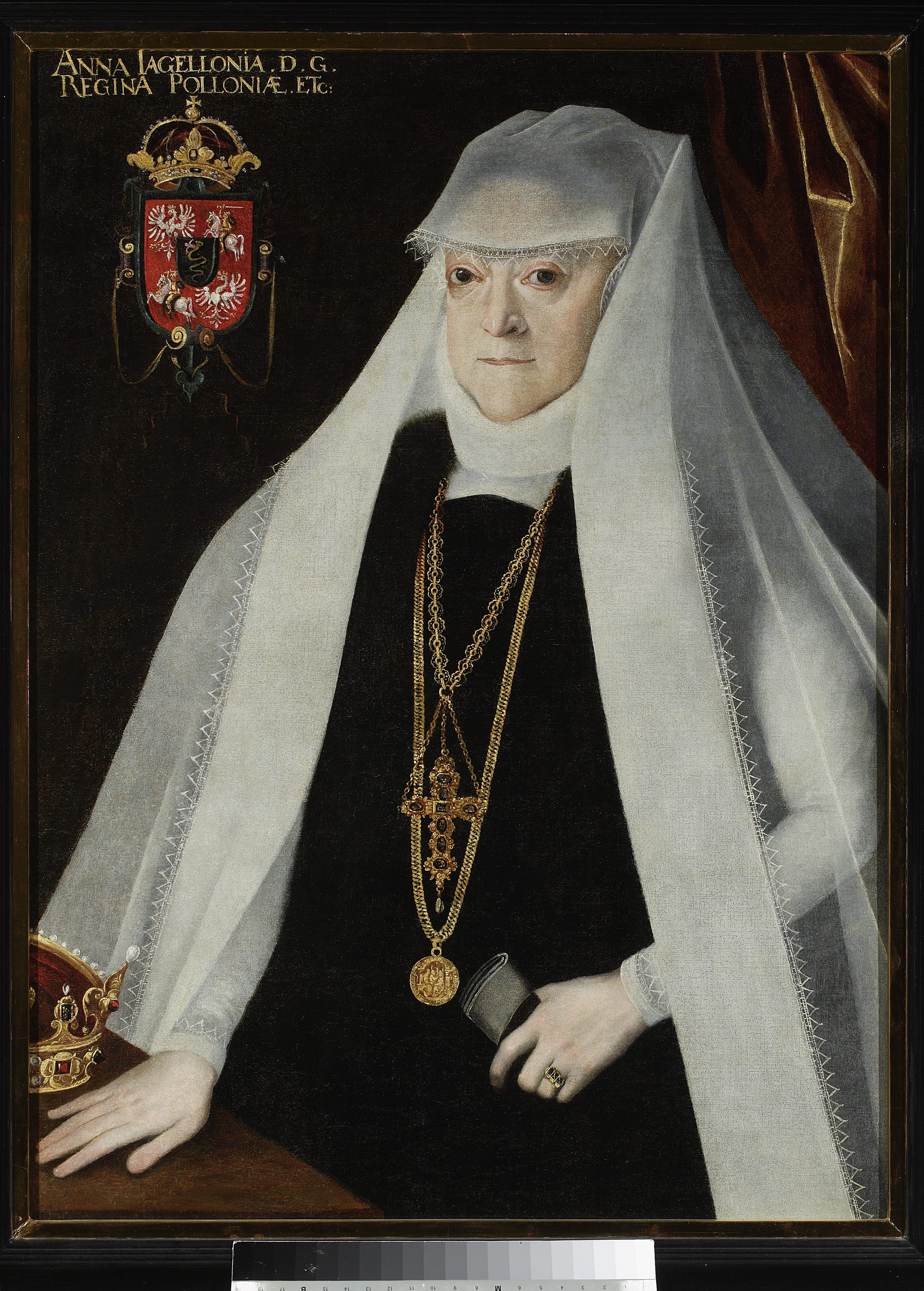
Jagelló Anna lengyel királyné

## Fordítás
- Ez a szócikk részben vagy egészben  a   Martin Kober című angol Wikipédia-szócikk ezen változatának fordításán alapul.  Az eredeti cikk szerkesztőit annak laptörténete sorolja fel. Ez a jelzés csupán a megfogalmazás eredetét és a szerzői jogokat jelzi, nem szolgál a cikkben szereplő információk forrásmegjelöléseként.